# Альфред Каменобродський

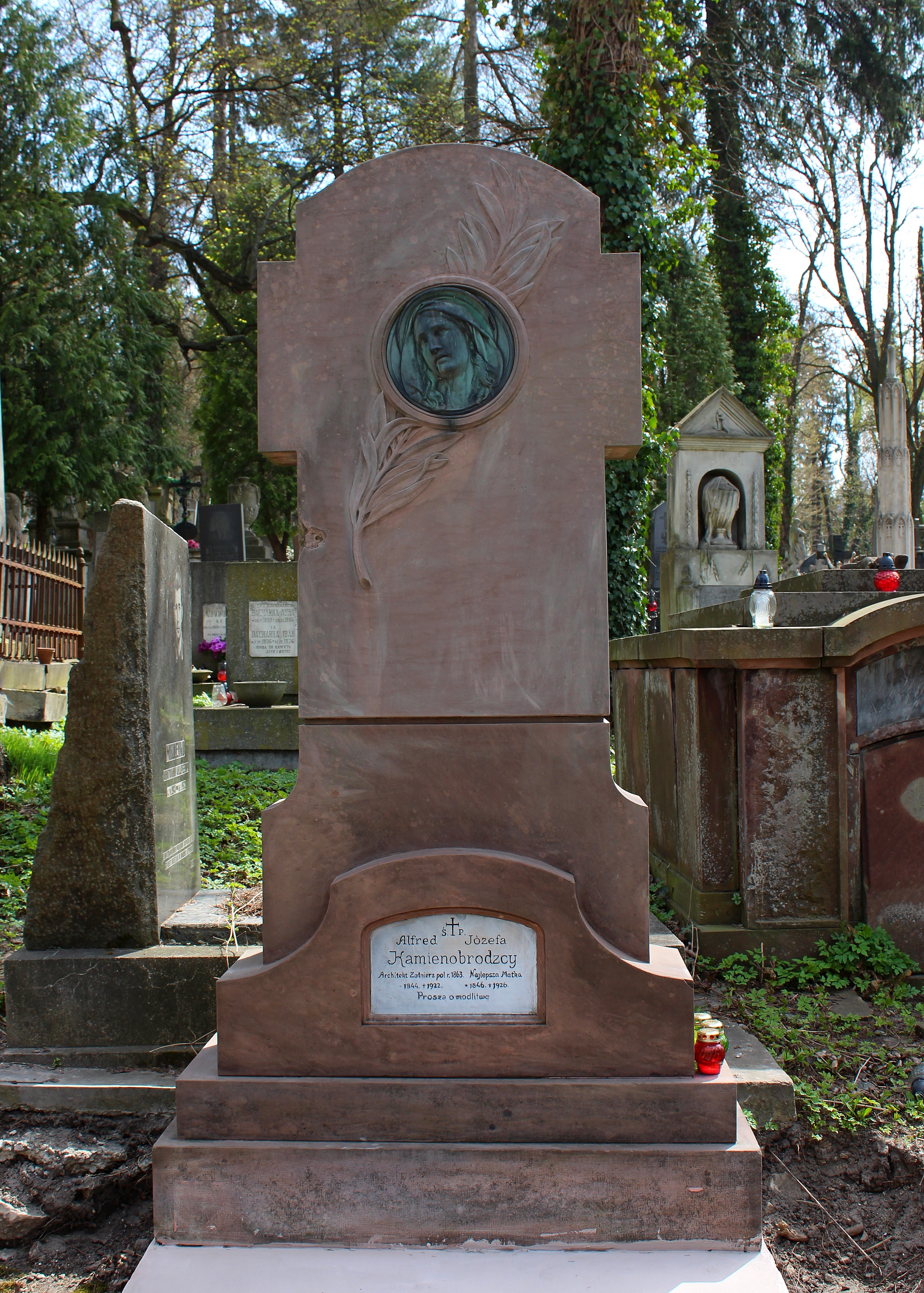
Могила Альфреда Каменобродського

Альфред Каменобродський, або Альфред Каменобродзький (пол. Alfred Kamienobrodzki; 10 березня 1844, Тарнів — 25 листопада 1922, Львів) — польський архітектор, живописець-аквареліст.

## Біографія
Народився в Тарнові (Королівство Галичини та Володимирії, Австрійська імперія). Був сином Адольфа Каменобродського (1814—1864), службовця магістрату міста Тарнів і Олександри Домбровської.
Брав участь у повстанні 1863 року і в одній із перших битв отримав важке поранення. У Кракові навчався рисунку в Леона Дембовського, та ймовірно там же — у Школі образотворчого мистецтва. Навчався в Парижі у Школі мистецтв. Вивчав архітектуру у Віденській політехніці у 1870—1874 роках. Від 1877 року був членом Політехнічного товариства у Львові. У 1879 році входив до правління товариства. У 1880 році редагував Технічний календар, виданий товариством. Від 1885 року спільно з Мацеєм Вшелячинським та під редакцією др. Владислава Маєвського видавав журнал «Immobilaria», присвячений нерухомості. Брав участь в організації ювілейної виставки Політехнічного товариства 1902 року, як член виконавчого комітету, був також одним із журі. На цій же виставці в розділі польських винаходів представив Автоматичний пристрій для встановлення горизонтального або вертикального положення предмету на осі обертання. 1910 року експонував проєкти і акварелі на виставці польських архітекторів у Львові. Від 1920 року мав у Львові власну виставку проєктів, архітектурних макетів та акварелей. Належав до Куркового (Стрілецького) товариства і тричі був «Курковим королем». Член журі конкурсів на проєкт розширення дому «Сокола» на нинішній вулиці Дудаєва, 8 у Львові (1904), проєктів будівлі Акціонерного кооперативного банку у Львові (1909), проєктів будівлі казино у Львові (1910), дому Ремісничої палати у Львові (1912).
Під час перебування у Відні одружився з Юзефою Кортсмари, що походила з Угорщини. В родині народилося семеро дітей, зокрема сини Адольф та Казимир майбутні архітектори.
Помер у Львові 25 листопада 1922 року, похований на Личаківському цвинтарі, поле № 6.

## Живопис
Як живописець працював переважно аквареллю. Сюжетами були пейзажі, інтер'єри, архітектура Львова, Кракова і околиць, а також Волині.
Був членом Товариства любителів мистецтва в Кракові і брав участь у виставках товариства. У 1881 році виставив у Кракові акварелі «Вірменська вежа у Львові» та «Осінь», 1887 року на Першій виставці польського мистецтва в Кракові — акварелі: «Вірменська вежа у Львові», «Флоріанські ворота», «Інтер'єр їдальні», «Мотив з львівських околиць», «Декоративний ескіз». Деякі рисунки Альфреда Каменобродського друкувалися у журналі «Tygodnik Ilustrowany».
Нині частина акварелей Альфреда Каменобродського перебувають у львівському історичному музеї, декілька — у львівському музеї історії релігії. 1910 року він особисто подарував 20 робіт музеєві. Декілька акварелей — в Історичному музеї Тарнова, деякі роботи у власності родини.

## Архітектура
Значний внесок Каменобродського як архітектора. У березні 1875 року одержав концесію на будівництво. Член Товариства уповноважених будівничих, а в 1897—1905 роках — голова товариства. Заступник голови Акціонерного товариства будівельних промисловців, так званого «Будівельного банку», що споруджував у 1874—1877 роках корпуси Львівської політехніки. У часописі «Dźwignia» («Важіль») опублікував статтю про будівництво корпусів «С» і «К». Один із перших у Львові створив комплексне архітектурно-будівельне бюро. Брав участь у конкурсах. Автор проєктів багатьох житлових, громадських, адміністративних та промислових споруд у Львові. До кінця XIX століття творив у різних напрямах історизму, пізніше — у модернізованих формах історичних стилів.
У 1892 році був членом Комітету будівельної виставки у Львові, на тій же виставці виступив із кількома проєктами:
- Конкурсний проєкт львівської ощадної каси;
- Конкурсний проєкт Промислового музею;
- Проєкт будівлі виставкового павільйону;
- Проєкт костелу та церкви в місті Сколе;
- Проєкт народної школи імені Тадеуша Чацького (нині Львівський технологічний ліцей на вул. Таманській, 11).

У 1894 році отримав на Загальній виставці краєвій золоту медаль за архітектурні роботи.

### Реалізовані проєкти
- Триповерхова прибудова до будинку № 31 на вулиці Сикстуській (нині вулиця Дорошенка) (1890)[11].
- Будинок № 7 на вулиці Сапіги (нині вулиця Бандери), збудований 1877 року в стилі неоренесансу[12].
- Будинок № 1а на вулиці Театинській (нині вул. Кривоноса) — колишній шпиталь і притулок під опікою святого Вінсента де Поля, збудований 1880 року[13].
- Прибудова мурованої неоренесансної веранди до «Віденської кав'ярні» на площі Підкови у Львові. Проєкти 1874 і 1880 років[14].
- Власна вілла Альфреда Каменобродського на вул. Технічній, 2 (інша адреса — вул. Матейка, 10), збудована у 1880—1881 роках.
- Будинок польського «Сокола», збудований у 1884—1887 роках на вул. Зіморовича, 8 (нині вул. Дудаєва) у співавторстві з архітектором Владиславом Галицьким[15].
- Готель «У бюргера» у стилі історизму із елементами рококо та раннього французького класицизму; збудований 1888 року як вілла Зигмунта Дронговського. Розташована на нинішній вулиці Івана Франка, 73[16].
- 1889—1890 роки — вілла Яна Бромільського на вулиці Кшижовій, 5 (нині Чупринки)[17].
- Неороманська огорожа Нового єврейського кладовища у Львові з боку вулиці Єрошенка (1890). Збереглася частково[18].
- Школа імені Тадеуша Чацького на вулиці Таманській, 11, збудована 1891 року[19] нині Львівський технологічний ліцей.
- Казарми кавалерії, збудовані до 1899 року на вул. Личаківській, 103 (співавтор — Наполеон Лущкевич)[20].
- У 1890-х разом із архітектором Міхалом Лужецьким займався реконструкцією промислових будівель на вул. Газовій, 28. Нині це «Львівський Завод Газової Апаратури»[21].
- 1892—1894 роки — реконструкція в неороманському стилі вілли, що отримала назву «Палатин» на вулиці Глібова, 12[22].
- 1893—1894 роки — електростанція і трамвайне депо на стику вулиць Героїв Майдану і Сахарова. Депо розбудовано у 1920-х роках сином архітектора — Адольфом Каменобродським[23].
- Єврейський притулок для сиріт (нині Львівська середня загальноосвітня школа № 33) збудований 1894 року на вулиці Янівській, 34[24], а також житловий будинок з оранжереєю власника парового млина Л. Тома на вул. Янівській (нині Шевченка, 60)[25].
- Житлові будинки № 1, 3[26], 11[27] збудовані у 1883—1896 роках на вул. Крашевського (нині вул. Соломії Крушельницької).
- Костел у селі Родатичі (нині Львівський район, Львівська область. Зведено у 1897—1898 роках коштом Марії Антонії Мірської, настоятельниці Згромадження сестер провіденціалісток (Монастир Святої Терези у Львові)[28].
- 1898 рік — зведено житловий будинок на вул. Лисенка, 21[29], а через рік — наступний будинок під '№ 23 на цій вулиці[30].
- Вілла Брикчинського на вулиці Набеляка, 1 (нині Котляревського) у 1892—1893 роках[31].
- 1902—1903 роки — школа столярства і токарства у Станиславові (нині Івано-Франківськ) на вулиці Кілінського (нині вул. Лепкого)[32].
- Житловий будинок на вулиці Коновальця, 28 у Львові (1904)[33].
- Проєкт поховальної каплиці для цвинтаря у Теребовлі (1905)[34].
- Проєкт будинку Політехнічного товариства у Львові. На конкурсі 1905 року не здобув відзнак[35].
- Реконструкція прогресистської синагоги «Темпль» у 1906–1907 роках. Прибудовано кімнати рабинів і канторів при східній стіні[36]. Синагога не збереглась — знищена німцями у 1942 році.
- 1906—1907 роки — надбудова четвертого поверху та розширення будинку Галицького сейму (нині — головний корпус Львівського національного університету імені І. Франка). Збудоване бічне крило від сучасної вул. Листопадового чину у Львові[37].
- 1907 рік — новий будинок польського «Сокола» на вулиці Сокола, 11 (нині вул. Ковжуна).
- 1909 рік — зимові споруди Ковзанярського товариства на Пелчинському ставі (спільно із архітектором Каролем Ріхтманом)[38].
- 1912 рік — будинок на площі Галицькій, 12а (не зберігся)[39].
- Колишні військові казарми — будинки № 22 і 24 на вул. Клепарівській у співавторстві з архітектором Наполеоном Лущкевичем[40].

## Нереалізовані проєкти
- Проект перебудови готелю «Жорж» у Львові (1888).[41]
- Перша нагорода на конкурсі проєктів палацу промисловості для Галицької крайової виставки у Львові. 1893 рік.[42]

## Друковані праці
- Podręcznik dla budujących: praktyczne wskazówki dla podmajstrzych, przedsiębiorców budowy i budujących we własnym zarządzi. — Lwów, 1919.
- Projekt budowy gmachu Szkoły Politechnicznej we Lwowie // Dźwignia. — 1877. — № 4. — S. 35—36.

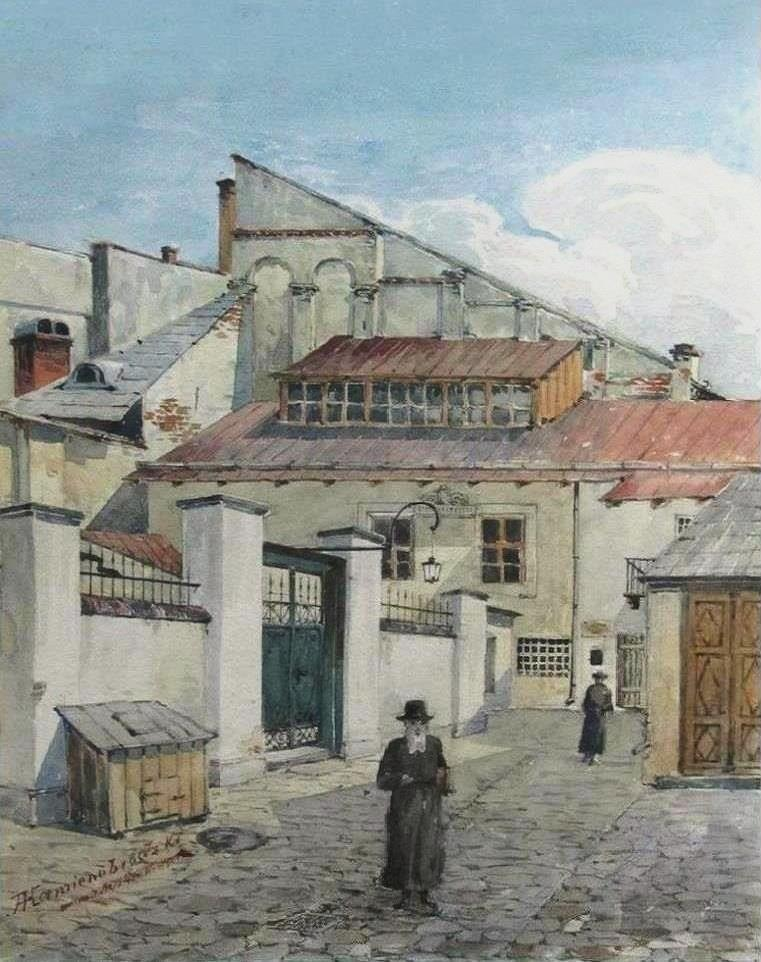
Синагога Золота Роза у Львові (акварель, кінець XIX століття)
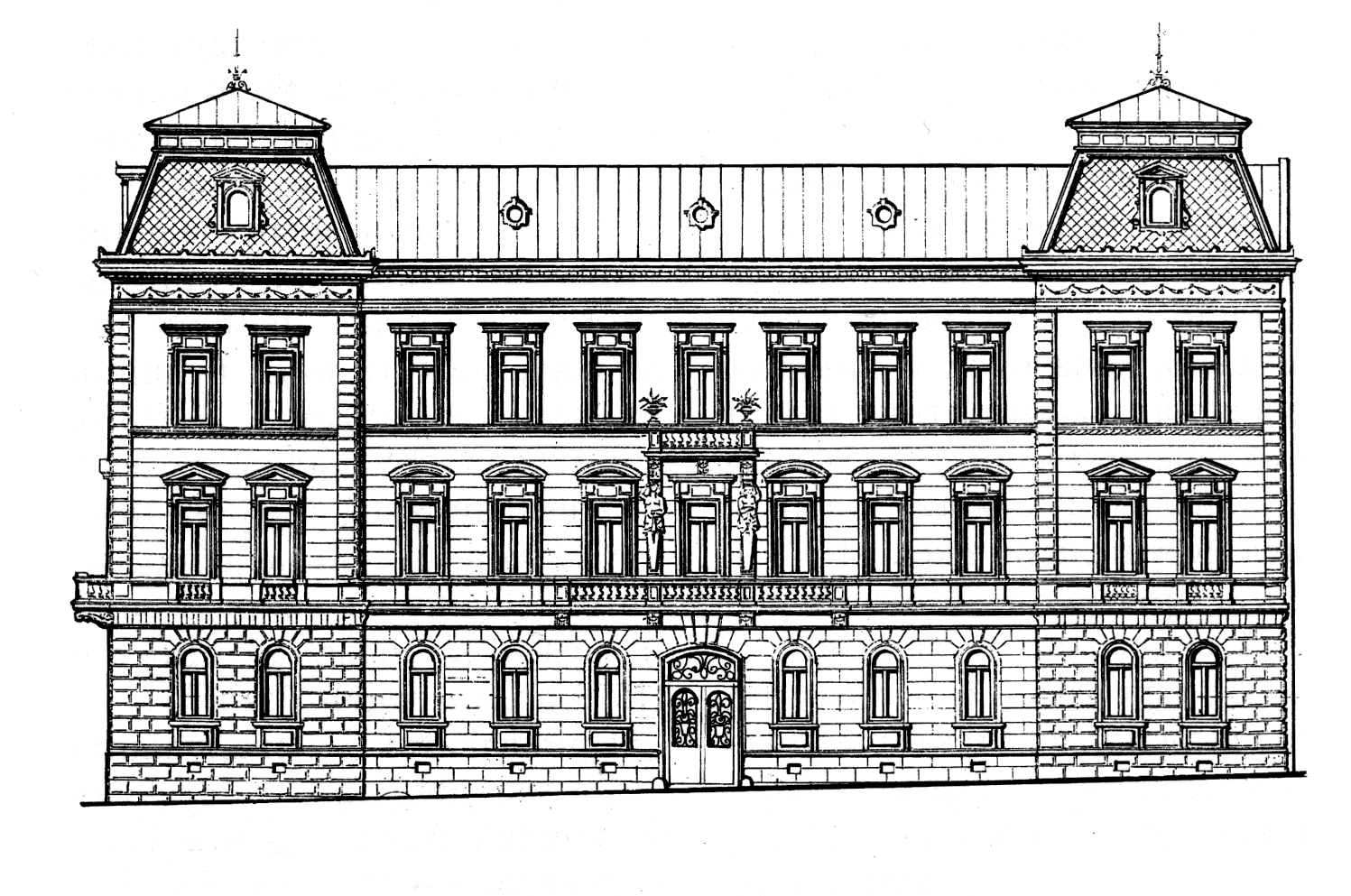
Проєкт будинку на вулиці Крушельницької, 1
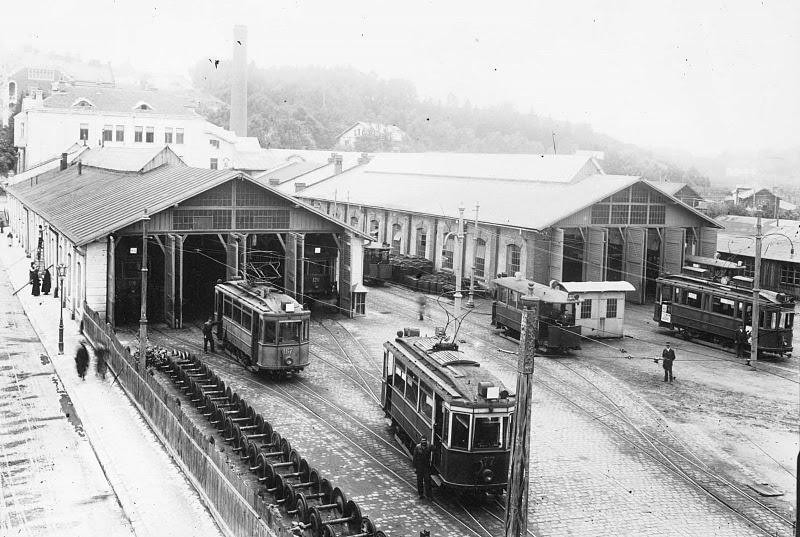
Колишнє трамвайне депо на розі вулиць Героїв Майдану та Сахарова